# NGC 4089
NGC 4089 este o galaxie activă situată în constelația Părul Berenicei. A fost descoperită în 4 mai 1864 de către Heinrich Louis d'Arrest. Se află la o distanță de 106,19 megaparseci de Pământ.